# Margarita Levtchouk
Margarita Alexandrovna Levtchouk (en russe : Маргарита Александровна Левчук ; en biélorusse : Маргарыта Аляксандраўна Ляўчук, Marharyta Aliaksandrawna Liawtchouk), née le 16 avril 1990 à Stradzietch (be), est une cantatrice biélorusse.
En parallèle de sa carrière de soprano à l'opéra de Minsk, elle fait partie de l'opposition biélorusse à Alexandre Loukachenko. Elle rejoint à ce titre en 2022 l'administration nationale anti-crise.

## Biographie

### Jeunesse et formation
Margarita Levtchouk écoute de la musique à la radio et chante depuis son enfance ; toutefois, elle ne découvre la musique classique qu'au lycée de Brest où elle étudie la direction de chœur. À l'âge de quinze ans, elle déménage alors à Minsk pour étudier le chant lyrique,.
Durant ses études, Margarita Levtchouk remporte plusieurs prix, dont le prix Hans-Joachim Fray au Concours vocal international de Noël de Minsk et le prix du public au Concours international Klaudia Taev. En 2016, elle obtient son diplôme de l'Académie d'État de musique de Biélorussie.

### Carrière de cantatrice
Margarita Levtchouk se dit notamment inspirée par Anna Netrebko et Kristine Opolais. Elle a notamment interprété Violetta dans La traviata mise en scène par Andrejs Žagars (lv), la Reine de la nuit dans La Flûte enchantée mise en scène par Hans-Joachim Frey (de) et Barbarina dans Les Noces de Figaro mises en scène par Mikhaïl Kisliarov.

### Engagement politique
En 2020, elle manifeste en réaction aux fraudes massives durant l'élection présidentielle biélorusse de 2020 ; par la suite, elle est obligée de quitter le pays. Le pouvoir en place menace ses parents restés en Biélorussie,,.
Fin 2020, elle accepte d'intégrer l'administration nationale anti-crise, gouvernement biélorusse non-officiel en exil. Au sein de ce gouvernement, elle est chargée de la culture et du patrimoine national.